# Maschkowzew
Der Maschkowzew (russisch Машковцев) ist ein 503 m hoher, inaktiver Stratovulkan in der Region Kamtschatka im russischen Fernen Osten.
Der Maschkowzew liegt nahe dem Kap Lopatka (мыса Лопатка) und ist der südlichste Vulkan der Halbinsel Kamtschatka. Der Zeitpunkt seines letzten Ausbruchs ist nicht bekannt.